# جنرال داینامیکس اف-۱۶ایکس‌ال
جنرال داینامیکس اف-۱۶ایکس‌ال (به انگلیسی: General Dynamics F-16XL) یک هواپیمای ساختِ کارخانهٔ جنرال داینامیکس در کشور ایالات متحده آمریکا است. نخستین استفاده‌کنندهٔ این هواپیما نیروی هوایی ایالات متحده آمریکا بوده‌است. این هواپیما برای نخستین بار در ۳ ژوئیه ۱۹۸۲ میلادی مورد استفاده قرار گرفت.